# 1908–1909-es magyar labdarúgó-bajnokság (másodosztály)
Az 1908–1909-es magyar labdarúgó-bajnokság másodosztálya 8. alkalommal került kiírásra. Kilenc csapattal indult volna a bajnokság, de a Tisztviselők LE már az első forduló előtt visszalépett, és a Kőbányai TE is csak a mérkőzések felét játszotta le. Az első osztály kiesője a Typographia helyére a bajnokságot biztosan nyerő Nemzeti SC került.

## A végeredmény
| #  | Csapat          | J  | Gy | D | V | Rg | Kg | Gk  | P  |
| -- | --------------- | -- | -- | - | - | -- | -- | --- | -- |
| 1. | Nemzeti SC      | 16 | 15 | 0 | 1 | 38 | 9  | +29 | 30 |
| 2. | 33 FC           | 16 | 12 | 1 | 3 | 36 | 16 | +20 | 25 |
| 3. | Postások        | 16 | 10 | 2 | 4 | 23 | 21 | +2  | 22 |
| 4. | Újpesti RAK     | 16 | 8  | 2 | 6 | 39 | 22 | +17 | 18 |
| 5. | Műegyetemi AFC  | 16 | 7  | 1 | 8 | 20 | 32 | -12 | 15 |
| 6. | KAOE            | 16 | 5  | 3 | 8 | 15 | 29 | -14 | 13 |
| 7. | III. ker. TVE   | 16 | 6  | 1 | 9 | 12 | 35 | -23 | 13 |
| 8. | Kőbányai TE     | 8  | 4  | 0 | 4 | 19 | 43 | -24 | 8  |
| 9. | Tisztviselők LE | -  | -  | - | - | -  | -  | -   | -  |

Megjegyzés: A győzelemért 2, a döntetlenért 1 pont járt.
Osztályozó mérkőzések nélkül kiesett az utolsó csapat Typographia SC és feljutott a II. osztály bajnoka Nemzeti SC.

## Lásd még
- 1908–1909-es magyar labdarúgó-bajnokság (első osztály)

## Külső hivatkozások
- A magyar labdarúgó-bajnokságok végeredményei 1901-től 1910-ig RSSSF (angolul)